# Gnómón

Stín gnómónu během dne (simulace letního slunovratu na 50. rovnoběžce)

Gnómón je astronomický přístroj zobrazující pomocí stínu polohu slunce na nebeské sféře. Jednoduchý gnómón je kolmá tyč, jejíž stín může sloužit jako ukazatel slunečních hodin; úhel stínu vůči poledníku určuje sluneční čas, délka stínu je nepřímo úměrná úhlové výšce slunce nad obzorem a umožňuje určit část roku, nebo zeměpisnou šířku. Slovo má původ ve starořeckém γνώμων (gnómón), které znamená „ukazatel“, „indikátor“, „ten, jenž dokáže rozpoznat“, „ten, kdo dokáže odhalit, odkrýt“.

## Historie pojmu

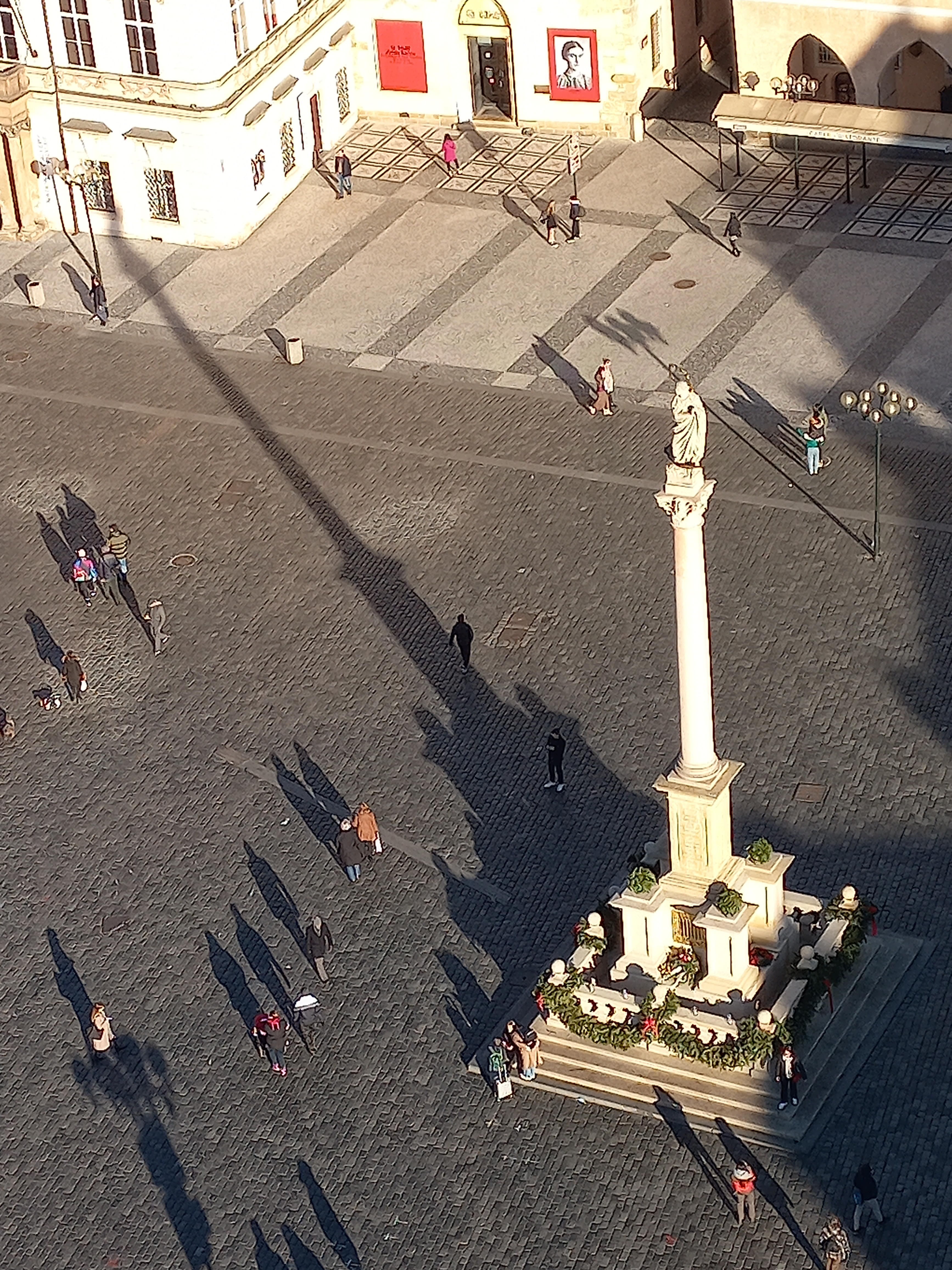
Pražský Mariánský sloup jako „gnómón“ (13 hod. 50 min. zimního času, posunutí stínu vůči poledníku vyznačenému v dlažbě). Z astronomického hlediska ale nejde o gnómón.

- Anaximandros (610–546 př. n. l.) jako první seznámil Řeky s tímto babylonským nástrojem.
- Také Číňané mají zmínku o použití gnómónu již v knize Devět kapitol matematického umění psanou několika generacemi v časovém úseku mezi 10. až 2. stoletím př. n. l.
- Oinopides z Chiu používal výraz gnómón k NN s vyjádření kolmosti jedné úsečky na druhou.
- Později bylo slovo gnómón používáno pro nástroj ve tvaru L určený pro nakreslení pravého úhlu. Tento tvar může vysvětlit jeho použití pro tvar, který vznikne vyříznutím malého čtverce z čtverce většího.
- Eukleidés rozšířil tento pojem na plochý útvar, který vznikne odstraněním podobného rovnoběžníku z rohu většího rovnoběžníku.
- Hérón Alexandrijský definoval gnómón jako něco, co připočteno k nějaké entitě (číslo nebo tvar) vytvoří ve výsledku novou entitu, nicméně poměrovými vlastnosti podobnou té původní.
- Theón ze Smyrny ve stejném smyslu definoval gnómón jako číslo, které přidáno k polygonálnímu číslu vytvoří další, stejného typu.

Z historického zkoumání se o gnómónu dovídáme od Favorinose (dílo Rozmanitá historie, v orig. Pantodape Historia), který uvádí, že Anaximandros byl první, kdo ho použil – cca v 1. polovině 6. století př. n. l. – tak, aby ukazoval slunovrat a rovnodennost.

## Příklady

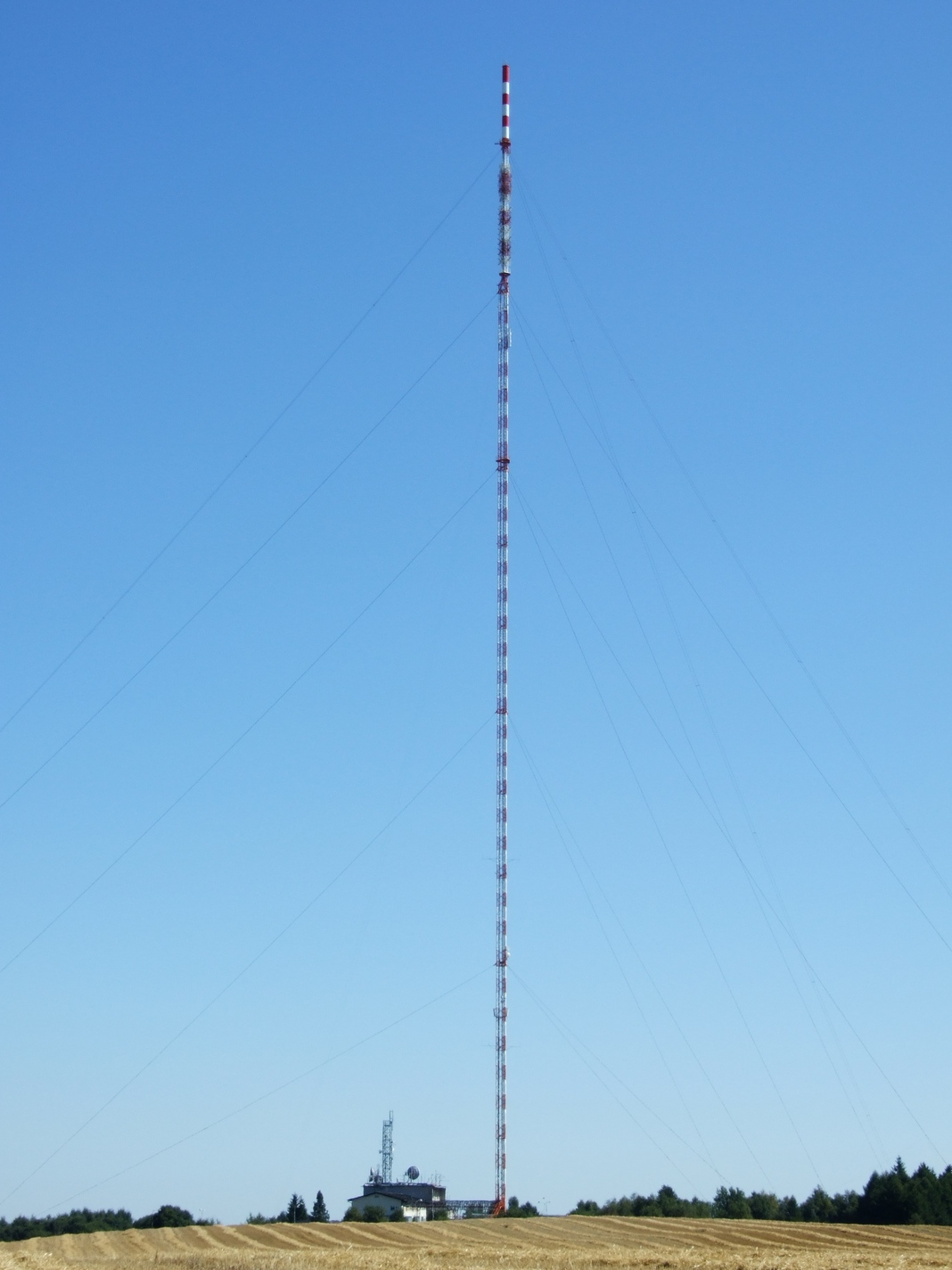
Vysílač Krašov slouží jako gnómón obřích slunečních hodin v Bezvěrově

Gnómón, kde místo tyče je svislý skalní hrot, byl objeven na hoře Bégo v přírodním parku Mercantour severně od francouzského města Nice. Předpokládá se, že vznikl před 4 000 lety. Na skále je svislý výčnělek, který vrhá postupně stín na 36 různých znaků. Zobrazují fáze pastevecké sezóny od 21. června do 14. září. Znaky představují dýky nebo hovězí dobytek.
Další gnómóny staré 7 000 let byly objeveny v Německu v Gosecku. Gnómóny mohly být i slavné megality Stonehenge, staré 4 800 let.
Mariánský sloup na pražském Staroměstském náměstí slouží po obnově roku 2020 jako gnómón určující sluneční poledne. Pražský poledník ukazuje ale jen poledne, takže nejde o hodiny. Naproti tomu stožár vysílače Krašov slouží od roku 2018 jako gnómón největších slunečních hodin v České republice, když má na zemi vyznačeny číslicemi jednotlivé hodiny.